# Augusto De Angelis
Pour les articles homonymes, voir De Angelis.
Augusto de Angelis, né à Rome dans la région du Latium le 28 juin 1888 et mort le 18 juillet 1944 à Bellagio dans la province de Côme en Lombardie, est un journaliste et un écrivain italien de roman policier. Il est un représentant de la deuxième génération de la Ligne lombarde.

## Biographie
Il publie avec un certain succès en 1930 un premier roman intitulé Robin agente segreto, inspiré par L'Agent secret de Joseph Conrad. Il fait paraître son premier roman policier en 1935 sous le titre Il banchiere assassinato (Le Banquier assassiné). Ses romans policiers mettent le plus souvent en scène le commissaire italien De Vicenzi et se détache de l'habituelle illustration anglo-saxonne de l'officier de policier d'alors. Il a écrit plusieurs pièces de théâtre et rédigé une biographie consacrée à l'actrice italienne Dina Galli. Il traduit également du français à l'italien les auteurs Jules Claretie, Paul Adam et Robert Boucard.
Malgré le succès de ses romans, il subit la censure du régime fasciste qui souhaite supprimer le crime de la littérature pour des raisons de propagande et d'ordre public. Il est finalement arrêté en 1943 à la suite d'une série d'articles parus dans la Gazzetta del Popolo et est incarcéré à la prison de Côme. Il en sort en 1944, affaibli par la captivité, et part s'établir à Bellagio où il trouve la mort la même année dans une bagarre ayant pour enjeu des considérations politiques.
Il est remis au goût du jour par l'écrivain et critique italien Oreste del Buono qui participe à la republication de certains de ses livres en 1963. Ces romans policiers avec le commissaire De Vicenzi sont adaptés à la télévision italienne par la RAI sous le format d'une mini-série de deux saisons en 1974 et 1977. Paolo Stoppa joue le rôle principal. En France, il est traduit et publié au début des années 2000 par la maison d'édition Rivages dans la collection Rivages/Mystère, puis Rivages/Noir.

## Œuvre

### Romans
- Robin agente segreto (1930)
- Il banchiere assassinato (1935) Publié en français sous le titre Le Banquier assassiné, traduit par Danièle Valin[1], Paris, Payot & Rivages, coll. « Rivages/Noir » no 643, 2007 (ISBN 978-2-7436-1664-9)
- Sei donne e un libro (1936)
- Giobbe Tuama & C. (1936)
- La barchetta di cristallo (1936)
- Il canotto insanguinato (1936)
- Il candeliere a sette fiamme (1936)
- L'albergo delle tre rose (1936) Publié en français sous le titre L'Hôtel des Trois Roses, traduit par Danièle Valin, Paris, Payot & Rivages, coll. « Rivages/Mystère » no 50, 2003 (ISBN 2-7436-1122-7)
- Il Do tragico (1937)
- Il mistero della Vergine (1938)
- La gondola della morte (1938)
- La notte fatale (1940)
- Le undici meno una (1940)
- L'impronta del gatto (1940)
- Le sette picche doppiate (1940)
- Il mistero di Cinecittà (1941)
- Il mistero delle tre orchidee (1942) Publié en français sous le titre Le Mystère des trois orchidées, traduit par Danièle Valin, Paris, Payot & Rivages, coll. « Rivages/Noir » no 481, 2003 (ISBN 2-7436-1126-X)
- L'isola dei brillanti (1943)
- Allucinazione (1943)
- Curti Bò e la piccola tigre bionda (1943)

### Autres écrits
- Dina Galli ed Amerigo Guasti: vent'anni di vita teatrale italiana (1923)
- Interviste e sensazioni (1926)
- Viaggi con Claudine (1927)
- Maria Antonietta - Regina di Francia (1934)
- L'amante di Cesare (1936)
- Hitler e il Reno (1936)
- Intelligence Service. La fucina dello spionaggio inglese (1936)
- La vita comica ed eroica di Dina Galli (1938)

## Adaptations

### À la télévision
- 1974 : Il commissario De Vincenzi (it) I, mini-série réalisée par Mario Ferrero
- 1977 : Il commissario De Vincenzi (it) II, mini-série réalisée par Mario Ferrero